# Lucien Dayle
Ferdinand Louis Delrieu, connu sous le nom de scène Lucien Dayle (né le 9 mai 1871 à Paris 11e et mort le 2 juillet 1952 à Paris 18e), est un acteur français.

## Théâtre
- 1901 : Madame Flirt  de Paul Gavault et Georges Berr, Théâtre de l'Athénée
- 1896 : La Peur des coups, saynète de Georges Courteline, Théâtre Pompadour[2],[3].
- 1914 : Monsieur Brotonneau de Robert de Flers et Gaston Arman de Caillavet, Théâtre de la Porte-Saint-Martin
- 1922 : My Love... Mon Amour de Tristan Bernard, Théâtre Marigny
- 1927 : Fanny et ses gens de Pierre Scize et Andrée Méry d'après Jerome K. Jerome, mise en scène Edmond Roze, Théâtre Daunou
- 1927 : Ventôse de Jacques Deval, mise en scène René Rocher, Comédie Caumartin

## Filmographie
- 1930 : Chérie de Louis Mercanton
- 1930 : Monsieur le duc de Jean de Limur
- 1931 : Le Juif polonais de Jean Kemm - Walter
- 1931 : Amour et Discipline de Jean Kemm - Le général
- 1932 : Pomme d'amour de Jean Dréville - Renardin
- 1933 : L'Étoile de Valencia de Serge de Poligny - Palesco, le tenancier du "Paradiso"
- 1933 : Le Tendron d'Achille de Christian-Jaque - court métrage -
- 1933 : Adieu les beaux jours de Johannes Meyer et André Beucler - Le bijoutier Derzan
- 1933 : Le Mari garçon de Alberto Cavalcanti
- 1934 : Un de la montagne de Serge de Poligny
- 1934 : Vers l'abîme de Hans Steinhoff et Serge Veber
- 1934 : Princesse Czardas de Georg Jacoby et André Beucler
- 1934 : Nuit de mai de Gustav Ucicky et Henri Chomette - Leiner
- 1934 : Le Miroir aux alouettes de Hans Steinhoff et Roger le Bon - M. Forestier
- 1935 : Le Domino vert de Herbert Selpin et Henri Decoin
- 1935 : Valse royale de Jean Grémillon - Gargamus
- 1936 : Le cœur dispose de Georges Lacombe : le parrain
- 1936 : Les Pattes de mouche de Jean Grémillon - L'oncle Léonard
- 1937 : Abus de confiance de Henri Decoin
- 1937 : L'Appel de la vie de Georges Neveux - Bernard
- 1937 : Une femme sans importance de Jean Choux
- 1937 : Gueule d'amour de Jean Grémillon
- 1938 : Ma sœur de lait de Jean Boyer - Lucien
- 1939 : L'Héritier des Mondésir de Albert Valentin